# Belakang Gedung
Belakang Gedung is een bestuurslaag in het regentschap Bengkulu Selatan van de provincie Bengkulu, Indonesië. Belakang Gedung telt 842 inwoners (volkstelling 2010).